# گوینگینئو
گوینگینئو (به لاتین: Guinguinéo Department) یک منطقهٔ مسکونی در سنگال است که در ناحیه کائولاک واقع شده‌است. گوینگینئو ۱٬۲۵۰ کیلومتر مربع مساحت و ۱۱۵٬۱۸۴ نفر جمعیت دارد.